# UnionFabrik
UnionFabrik (wcześniej Chemische Fabrik Union) – firma chemiczna założona w 1872 roku w Szczecinie na granicy dzielnic Glinki i Kraśnica.
Podstawą firmy była produkcja nawozów (superfosfatu i tomasyny). W latach 90. XIX wieku firma przejęła fabryki Metzethin, sieć fabryk w Kłajpedzie oraz w Królewcu, a w 1904 roku fabrykę Heligensee koło Berlina. Przed wybuchem I wojny światowej Union była jedną z największych fabryk w Niemczech. Podczas II wojny światowej UnionFabrik trafiła do Oderchemie GmbH. Zakład ten podporządkowany dowództwu wojsk lądowych Wehrmachtu produkował tu amunicję oraz składał karabiny typu Mauser 98k. W tym okresie zmieniono też nazwę zakładu na: Union-Fabrik Chemischer Produkte AG, Werk Stolzenhagen-Kratzwieck/Pommern.
Uszkodzony podczas II wojny światowej zakład odbudowano w latach 1946–1949. Przekazanie majątku zakładu w zarząd specjalnie w tym celu utworzonej Państwowej Fabryki Superfosfatu w Szczecinie, nastąpiło w dniu 23 listopada 1946 r. W 1949 UnionFabrik przekształciła się w Szczecińskie Zakłady Nawozów Fosforowych. W wyniku kolejnych zmian organizacyjnych i przekształceń własnościowych, ten sam zakład funkcjonuje dzisiaj jako FOSFAN Spółka Akcyjna. Akcjonariat stanowi w 100% polski kapitał prywatny. Spółka specjalizuje się w produkcji wieloskładnikowych nawozów rolniczych i ogrodniczych Fructus oraz świadczy profesjonalne usługi przeładunkowe.